# Agameda
En la mitología griega, Agameda o Agamede (en griego antiguo Ἀγαμήδη, esto es, «muy astuta») corresponde a un personaje femenino con dos variantes. 
- La hija de Augías, rey de Élide. Es citada en la Ilíada en boca de Néstor: «Nada más empezar la contienda entre pilios y epeos, fui quien primero capturó a un hombre y se llevó sus solípedos caballos; fue al lancero Mulio, que era yerno de Augías, pues tenía por esposa a su hija mayor, la rubia Agamede, que conocía tantas medicinas como cría la ancha tierra».[2] Según Higino, su unión con el dios Poseidón la hizo madre de Dictis.[3] Al menos dos autores la refieren como Perimede.[4] Desde el período helenístico a Agamede se la imagina como una hechicera como Circe o Medea.[5] Robert Graves conjetura que Agameda y Molíone podrían ser el mismo personaje;[6] en cuyo caso Mulio pudiera ser el mismo que Molo, el padre de Molíone.[7]

- Según Estéfano de Bizancio Agamede, un lugar en la isla de Lesbos, deriva su nombre de una hija epónima de Mácar o Macareo.[8][9] Este Macareo, según Diodoro Sículo, era un hijo de Crínaco, un hijo de Zeus, que se estableció en la isla después de suceder el diluvio de Deucalión. Las hermanas de Agamede, como Metimna y Mitilene, también dieron sus nombres a varios asentamientos lesbios.[10]